# Джейн (Пітер Пен)
Джейн (англ. Jane) — головна героїня фільму Діснея «Пітер Пен 2: Повернення до Небувалії», дочка Венді Дарлінг і ненадовго з'являється в більшості версій історії як та, яка слідує за Пітером Пеном до Небувалії після того, як Венді виросла і втратила здатність літати. Джейн грає головну роль у фільмі «Повернення до Ніколи», де вона зображена як цинічна, приземлена дівчина, яка занадто швидко виросла завдяки тому, що жила в Лондоні під час Бліцу, і відмовляється вірити розповідям своєї матері про Пітера Пена. У фільмі капітан Гак приймає її за матір, яка викрадає її, щоб отримати Пітера. На відміну від Венді, вона не зацікавлена грати «матір» і проводить більшу частину свого часу в Небувалії, бажаючи покинути її. Зрештою Джейн виходить заміж і народжує доньку Маргарет. В оригінальній історії Баррі Пітер відлітає з Маргарет і «так буде й далі», тобто Пітер прийде за кожною з жіночих нащадків Венді, коли вони молоді, і він ніколи не виросте.

## Зовнішність
Джейн струнка, зі світлою шкірою, з брудно-світлим волоссям до підборіддя та блакитними очима. Вона схожа на свою матір Венді в дитинстві, тому Капітан Гак і Пітер Пен приймають її за матір. Вона носить фіолетовий светр поверх лавандової нічної сорочки та сірі шкарпетки. До цього вона носить довге пальто поверх спідниці, сорочку з довгими рукавами, капелюх і пару чобіт.

## Життя Джейн
У дитинстві Джейн із задоволенням слухає розповіді Венді про Пітера Пена. Однак, коли починається Друга світова війна, Едварда закликають служити на війні, а Джейн просять піклуватися про Венді та Денні. Це сприяє формуванню її мислення як раціонального та врівноваженого, але також робить його скептика який відмовляється вірити в магію та надприродне.

## Цікаві факти
- Спочатку особистість Джейн схожа з її дідусем Джорджем Дарлінгом, також не вірячи в історії про Пітера Пена, Небувалії і фей, що навіть сердиться, коли її мама або брат згадують їх, але в середині фільму вона стає схожою на маму або бабусю.